# Кыргызстан
Кыргызста́н, или Кирги́зия (кирг. Кыргызстан [qɯrʁɯzˈstɑn]), официально — Кыргы́зская Респу́блика (кирг. Кыргыз Республикасы, аббревиатура — КР), — государство в Центральной Азии, расположенное в западной и центральной частях горной системы Тянь-Шань и на Памиро-Алае.
На севере граничит с Казахстаном, на западе — с Узбекистаном, на юго-западе — с Таджикистаном, на востоке и юго-востоке — с Китаем. Общая площадь территории страны — 199,9 тыс. км² (85-е место в мире, 7-е среди стран СНГ).
Столица — Бишкек, являющийся самым крупным городом республики. На начало 2025 года его население составляло примерно 1 165 500 человек. Второй по численности — Ош — около 455 000 человек на начало 2025 года.
Численность населения Кыргызстана на начало 2025 года — около 7,35 млн человек. Этнический состав: киргизы — 72 %, узбеки — 14 %, русские — 9 %. Основная религия — ислам суннитского толка, значительное меньшинство — православные христиане.
Государственный язык — киргизский (в тексте Конституции Кыргызстана — кыргызский), статус официального языка имеет русский язык.
Кыргызстан является президентской, светской, унитарной республикой.
Денежная единица — сом.
Кыргызстан состоит в ООН, СНГ, ЕАЭС, ОДКБ, ШОС, Организации исламского сотрудничества, Организации тюркских государств (Тюркском совете).

## Этимология
Народная этимология возводит название киргизского народа к числительному «сорок» — «сорокаплеменный народ» (от тюрк. кырк «сорок» и -ыз — древний суффикс множественного числа, или кырк+гыз «сорок огузов»). Слово гыз/гуз/огуз передаёт значение «племя» и «объединение племён». В Юань ши приводится легенда о том, как «40 девушек земли Хань вступили в брачный союз с мужчинами Усы (верхний приток Енисея). По этому значению и назвали свои земли» (тюрк. кырк «сорок» и кыз «девушка»).
Юрий Зуев выводит этноним из тюркской лексики — кыр + кун или «степь + кун», то есть «степные гунны». Он считал, что происхождение древних кыргызов было связано с движением хунну на запад.
Некоторые исследователи (Шабалов, Усеев) связывают происхождение названия со словом кыргу («беркут»), «ястреб» (кирг. кыргый, ср. с монг. хяргуй).
Этноним «кыргыз» в средневековых арабо-персидских источниках передавался как хырхыз, хырхыр, а в китайских — гэкунь (隔昆, Gekun), цзянькунь (堅昆, Jiankun), сяцзясы (黠戛斯, Xiajiasi), цзилицзисы (吉利吉思, Jilijisi), в древнетюркских, древнеуйгурских и согдийских текстах — кыргыз (Qïrqïz).
Русские в XVIII — начале XX века называли киргизами также казахов в форме киргиз-кайсаки, киргизы, киргизцы, то есть не делая разделения между казахами и собственно киргизами. Распространение на казахов названия киргизы сначала у джунгар, потом у русских, по мнению Бартольда, произошло потому, что кочевьями казахов заполнялось все пространство между кочевьями тяньшанских и енисейских кыргызов, то есть из-за географической и этнокультурной близости этих народов.
Собственно киргизов русские именовали алатай-киргиз, буруты, закаменные киргизы, дикокаменные киргизы и кара-киргизы.
А. И. Левшин в начале XIX века отмечал:

Азиатцы называют ныне народ сей кара-киргизами, то есть черными киргизами и бурутами, а русские к сим двум именам прибавили ещё два: дикие киргизы, и закаменные киргизы. Дикими назвали их, как говорят, потому, что они храбрее киргиз-казаков и жестокостию своею ещё страшнее их в грабежах купеческих караванов. Закаменными прозвали их жители сибирские, вероятно, потому, что они живут в горах, а в Сибири, по уверению путешественников, под словами в камне и за камнем разумеют вообще горы…
В результате национально-территориального размежевания Средней Азии термин «Киргизия» появился в 1920-е годы, в период национально-государственного строительства в РСФСР. Первоначально слово «Киргизия» употреблялось в отношении Киргизской АССР (1920—1925) — казахской автономии. В 1924 году была образована киргизская автономия в Союзе Советских Социалистических Республик — Кара-Киргизская автономная область в составе РСФСР. В 1925 году Киргизская АССР была переименована в Казакскую АССР, а Кара-Киргизская АО была переименована в Киргизскую АО. Существовала также Киргиз-Каракалпакская АО в составе Хорезмской ССР, позже вошедшая в состав новообразованной Кара-Калпакской АО. С 25 мая 1925 года термины «Киргизия», «Киргизстан» или «Кыргызстан» на киргизском языке, применяются к киргизской государственности в рамках Советского Союза, а после распада СССР — и к территории современного независимого киргизского государства.
В период распада СССР, одновременно с провозглашением суверенитета союзными республиками, одной из которых была Киргизская ССР, в ряде республик было произведено переименование русских названий стран и городов в соответствии с фонетикой языков титульных этносов. Так, в Кыргызстане вместо традиционного русского названия страны «Киргизия» официально и повсеместно стали употреблять названия «Кыргызская Республика» и «Кыргызстан». Это же название страны на русском языке используется в международных организациях и международных договорах, принимаемых в рамках этих организаций, в которых одним из рабочих или официальных языков является русский язык. В различных двухсторонних межгосударственных договорах, заключаемых также и на русском языке, используются наименования как «Кыргызская Республика», так и «Киргизская Республика». В литературе может встречаться и вариант «Киргизстан» на русском языке.
В двухсторонних договорах между Кыргызстаном и Россией МИД РФ официально использует название «Киргизская Республика».
Слово Кыргызстан обозначает «страна кыргызов» и образовано прибавлением к этнониму «кыргыз» суффикса «-стан», происходящего из персидского языка.

## География

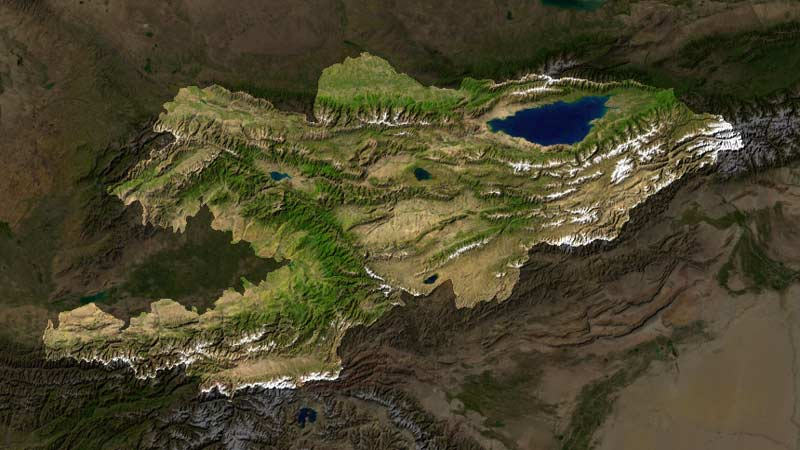
Кыргызстан со спутника

### Расположение
Национальная территория простирается примерно на 925 км с востока на запад и 454 км с севера на юг. Полностью располагается в Северном и Восточном полушариях, между 39°11′—43°16′ северной широты и 69°15′—80°18′ восточной долготы. Расстояние от восточной до западной части государства составляет около 900 км, а от северной до самой южной — около 410 км. Страна граничит с Китаем на востоке и юго-востоке, Казахстаном — на севере, Узбекистаном — на западе, и Таджикистаном — на юге.

### Государственная граница
Общая протяжённость государственной границы составляет 4675,17 км, из них 1241,58 км — с Казахстаном, 1378,44 км — с Узбекистаном, 970,8 км — с Таджикистаном и 1084,35 км — с Китаем. При этом 823,04 км участков границы не делимитированы: с Узбекистаном — 371,34 км и Таджикистаном — 451,7 км. Таким образом, из общей протяжённости государственной границы с Узбекистаном описано и утверждено 1007,1 км, или 73,1 %, с Таджикистаном — 519,1 км, или 53,4 %. Государственная граница проходит главным образом по гребням горных хребтов и рекам. Лишь на севере, северо-западе и юго-западе, в густонаселённых Чуйской и Ферганской, а также в Таласской долинах, — по подножиям гор и предгорным равнинам.
Внутри территории Кыргызстана находятся узбекские (Сох, Шахимардан, Чон-Гара и Джангайл) и таджикские (Ворух, Западная Калача) анклавы.

### Рельеф
Более трёх четвертей территории Кыргызстана занимают горы. Территория страны расположена в пределах двух горных систем. Северо-восточная её часть лежит в пределах Тянь-Шаня, юго-западная — в пределах Памиро-Алая. Вся территория республики лежит выше 394 м над уровнем моря, средняя высота над уровнем моря — 2750 м. Более половины её территории располагается на высотах от 1000 до 3000 м и примерно треть — на высотах от 3000 до 4000 м. Пик Победы является наивысшей точкой страны и самым северным семитысячником на Земле, его высота — 7439 м. На востоке главные хребты Тянь-Шаня сближаются в районе Меридионального хребта, создавая мощный горный узел. На границе с Китаем и Казахстаном поднимается пик Победы (7439 м) и Хан-Тенгри (7010 м или 6995 м без учёта ледяного покрова). Западная часть Кыргызстана расположена в пределах Западного Тянь-Шаня. Его важнейшие орографические элементы:
- Таласская долина;
- хребет Таласский Ала-Тоо;
- Чаткальский хребет.

На юге к Кыргызстану относятся северный склон Туркестанского хребта, Алайский хребет, Алайская долина и северный склон Заалайского хребта, составляющего северную окраину Памира. Высшая точка Заалайского хребта и вторая по высоте в Кыргызстане — пик Ленина, высота которого 7134 м. На юго-западе в пределы Кыргызстана входят северная, восточная и южная окраины Ферганской котловины с предгорьями.
Географически Кыргызстан горными хребтами и перевалами условно делится на север (Таласская, Чуйская, Иссык-Кульская и Нарынская области) и юг (Баткенская, Ошская и Джалал-Абадская области). Север и юг республики соединяются высокогорной автомагистралью Бишкек — Ош. В пути с севера на юг дорога проходит через тоннель (3240 м; длина 3 км) под перевалом Тёо-Ашуу («верблюжий перевал»; 3400 м), Суусамырскую долину, перевал Ала-Бель (3200 м), ущелье Чычкан, Токтогульское водохранилище, перевал Кёк-Бель (2700 м) с последующим выездом в Ферганскую долину. Важнейшие орографические элементы:
- массив Акшийрак;
- хребет Какшаал-Тоо (наивысшая точка — пик Данкова; 5982 м);
- хребет Тескей-Ала-Тоо;
- хребет Кюнгёй-Ала-Тоо;
- Киргизский хребет;
- Ферганский хребет.

По оценкам исследователей, 97,8 % всех поселений республики расположены в районах с сейсмичностью 8—9 баллов.

### Климат
Резко континентальный, засушливый характер климата Кыргызстана, несколько сглаживаемый от увеличения облачности и осадков за счёт высокогорного рельефа, обусловлен тремя факторами: расположением в Северном полушарии в центре Евразии, удалённостью от значительных водных объектов и близким соседством пустынь. Температурные амплитуды варьируются сильно — в среднем, от −30 °С в горных долинах зимой до +27 °C в летнее время в Ферганской долине. Самая высокая измеренная температура +44 °C, а самая низкая — −53,6 °C.
Количество осадков также сильно различается в разных местах. На высоких склонах осадки достигают 2000 мм в год, а на западном берегу Иссык-Куля — менее 100 мм в год. Страна в основном солнечная и получает, в среднем, 2900 солнечных часов в год, хотя в некоторых долинах отмечается почти постоянная облачность и не более четырёх часов ясной погоды на день.

### Водные ресурсы

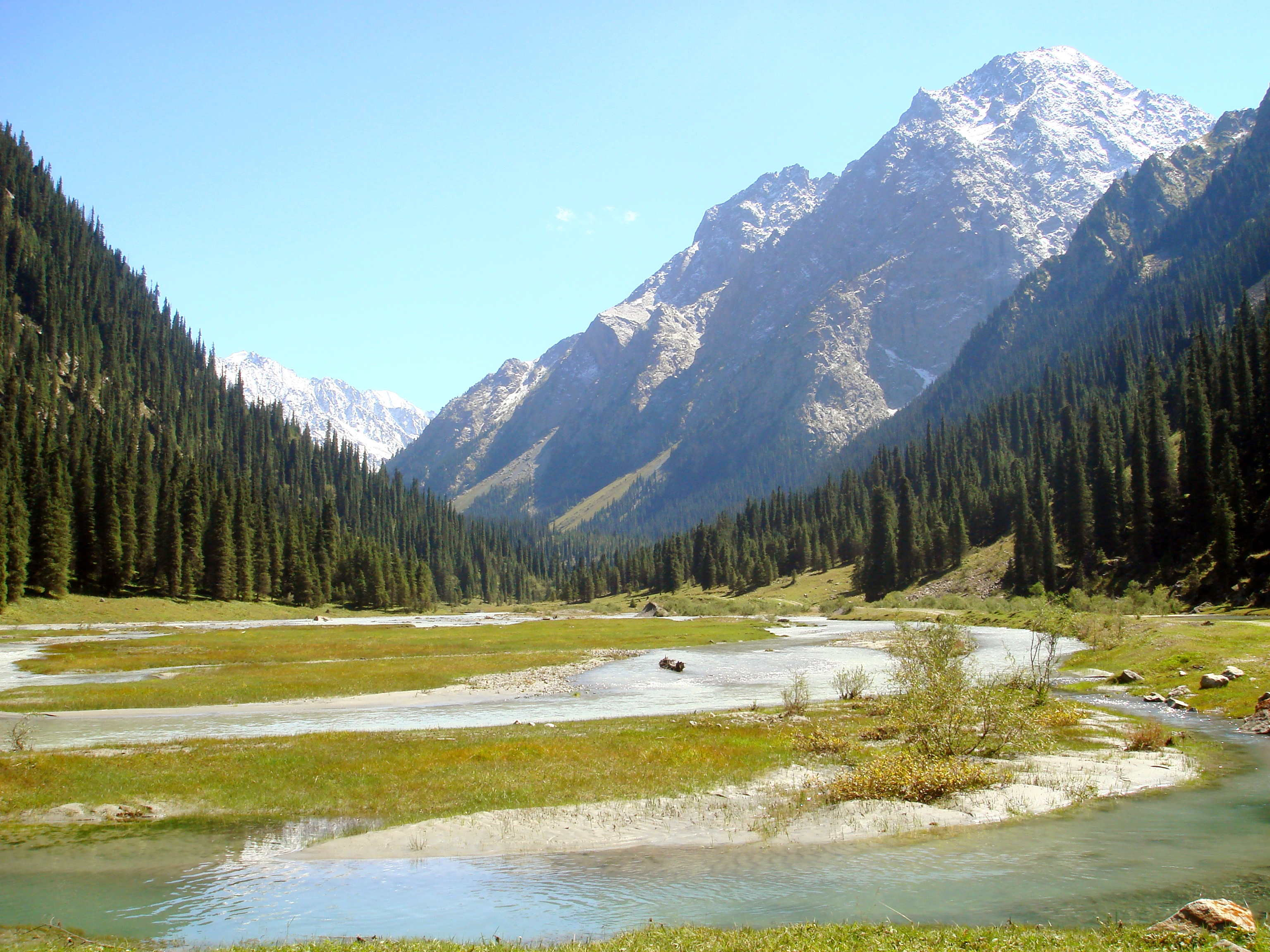
Ущелье Каракол

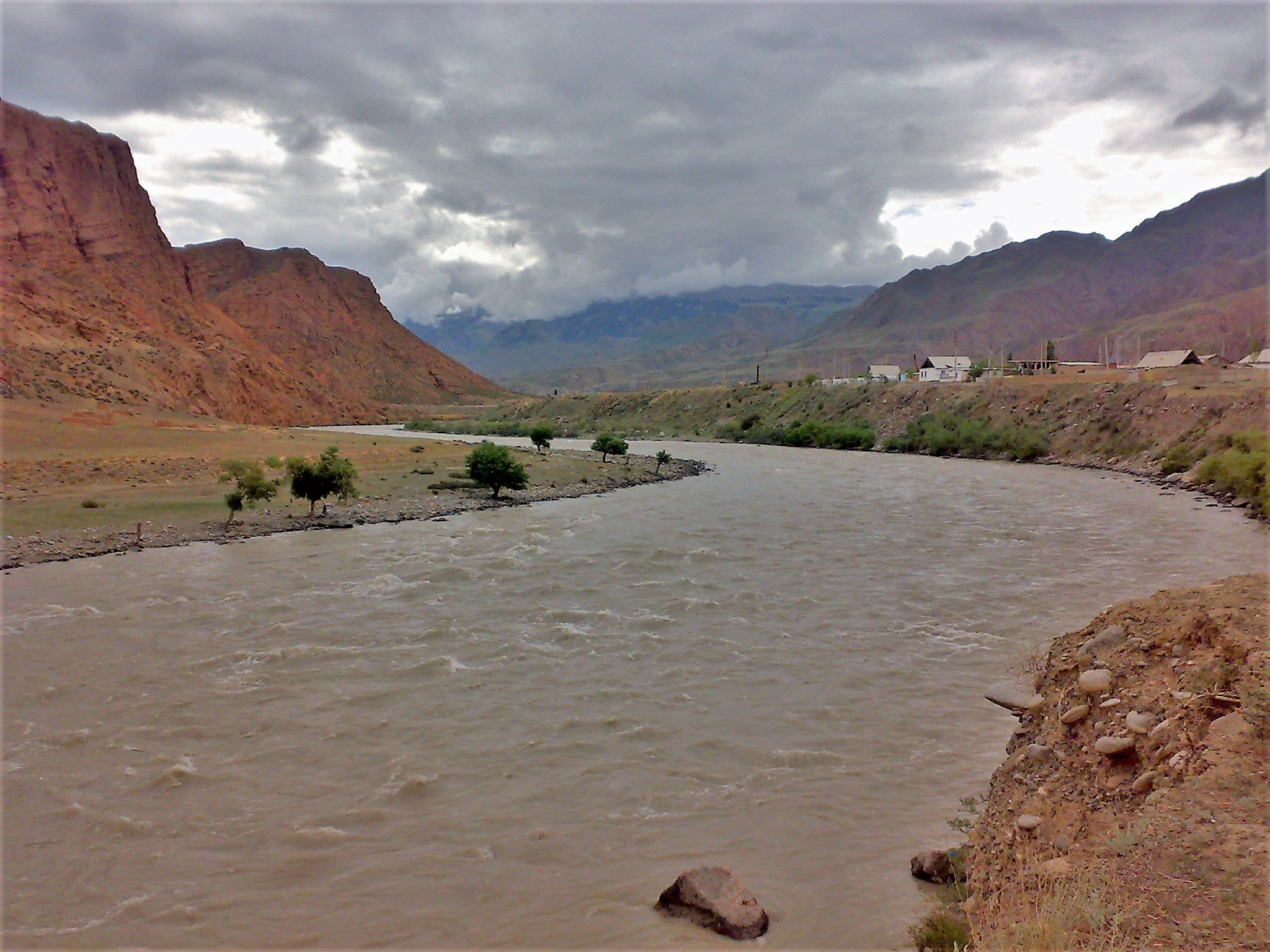
Река Нарын — крупнейшая река республики

Ледники Кыргызстана составляют запасы пресной воды не только самой республики, но и всей Центральной Азии и являются главными источниками питания рек. В республике насчитывается около 8 тыс. ледников, которые занимают 4 % (около 8 тыс. км²) территории Кыргызстана, а вместе с вечными снегами они занимают 40,5 % территории страны (около 81 тыс. км²). Это значительно больше площади ледников Кавказа и Альп, вместе взятых. В ледниках хранится около 650 км³ льда.
В Кыргызстане насчитывается около 30 тыс. рек, общая длина которых составляет около 150 тыс. км, а по другим данным — 35 тыс. км. Все крупные реки республики зарождаются высоко в горах, питаются главным образом талыми водами ледников и снегов. Из-за характера рельефа республики, различают горный участок реки и равнинный. Большая часть речных систем относится к Аральскому бассейну, к системам крупных рек Центральной Азии — Сырдарья и Амударья. Бассейны рек Чуй и Талас, хотя и принадлежат бассейну Арала, но свои воды не доносят до основных водных артерий и составляют вместе с бассейном озера Иссык-Куль бессточную гидрографическую систему. Юго-восточная часть территории республики является областью формирования стока реки Тарим — водной артерии Западного Китая, а небольшая территория бассейна реки Каркыра принадлежит бассейну озера Балхаш.
Самая крупная река республики — Нарын — образуется слиянием Большого и Малого Нарына. Является основной составляющей реки Сыр-Дарья, принадлежит Аральскому бассейну. Длина в пределах республики — 535 км, площадь бассейна — 53 700 км².
В Кыргызстане выделяют две гидрологические области: область формирования стока и область рассеивания стока. Область формирования стока занимает 87 % площади республики, а область рассеивания стока — 13 %. Большая часть области рассеивания стока крупных рек находится вне пределов территории Кыргызстана. Область рассеивания стока характеризуется значительно меньшим выпадением атмосферных осадков, чем на горных склонах и интенсивным испарением. Поэтому формирование поверхностного стока ограничено, а местами отсутствует. Кроме того, сформированные в горах стоки, проходя через эти территории, теряются, просачиваясь в рыхлые отложения предгорных шлейфов и равнин, а также забираются на орошение. На подгорных равнинах формируется зоны выклинивания подземных вод, где многие реки получают дополнительное питание. Выходы грунтовых вод, местами в значительных количествах, образуют речки, ручьи, которые за прозрачность воды в них называют «кара-суу».
По режиму стока реки Кыргызстана относятся к тянь-шаньскому и алтайскому типам. Реки первого типа питаются главным образом талыми водами снежников высокогорий и ледников. Расход воды в них увеличивается летом в период бурного таяния, достигая максимума в июле — августе. Реки алтайского типа питаются преимущественно талыми водами сезонных снегов среднегорья. Расход воды в них увеличивается весной, а поскольку снег на разных высотах тает разновременно, половодье растягивается. Летом же сток и этих рек уменьшается.
В Кыргызстане около 2000 озёр, общая площадь которых составляет 6836 км². Большинство озёр являются высокогорными и лежат на высоте от 2500 до 4000 м над уровнем моря. Основной причиной формирования озёр является таяние ледников. В республике три крупных озера: Иссык-Куль, Сонкёль и Чатыр-Кёль.
На северо-востоке страны находится седьмое по глубине озеро в мире — озеро Иссык-Куль, расположенное на высоте 1609 м над уровнем моря. Озеро расположено в Иссык-Кульской котловине, между хребтами Кюнгёй-Ала-Тоо (с севера) и Тескей-Ала-Тоо (с юга), на северном берегу которого расположены многочисленные пансионаты, санатории и туристические базы.
В 105 км к востоку от озера Иссык-Куль находится высокогорное озеро Мерцбахера ледникового происхождения с плавающими на поверхности айсбергами, знаменитое тем, что в летний период вода, достигнув определённого уровня, быстро с шумом исчезает. Озеро расположено в районе слияния ледников Северный Энилчек и Южный Энилчек.

### Флора и фауна

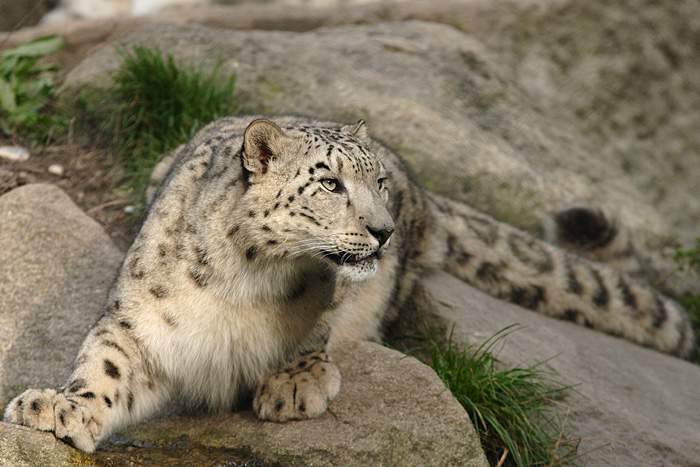
Снежный барс

Леса занимают 3,5 % от общей площади страны (7041 км² на 1 января 2017 года).
В Кыргызстане насчитывается более 4 тыс. видов сосудистых растений. В редколесьях на высоте 2000—2500 м произрастают различные виды трав и растений, в том числе ель тянь-шаньская, эдельвейс.
Животный мир представлен более чем 500 видами позвоночных животных (из них 335 видов птиц и 49 видов рыб) и 3 тыс. видами насекомых, многие из которых являются редкими и занесены в Красную книгу. В кипарисовых лесах Тянь-Шаня встречаются стада архаров, маралов, а также обитает эндемичный тяньшанский бурый медведь. В горных долинах обитают лисы, волки, суслики и мелкие млекопитающие, такие как тушканчики и пищухи, горные реки богаты форелью.
Снежные барсы, обитающие преимущественно в высокогорье, в прошлом населяли большую часть страны, но на сегодняшний день популяция вида ограничена. Айгуль, или лунный цветок — травянистое растение, эндемик юга Кыргызстана, вид рода Рябчик.
Впервые исчезающие виды животных и растений Кыргызстана занесли в Красную книгу СССР в 1978 году. В последующие годы список расширялся, а сведений о находящихся под угрозой исчезновения видах становилось больше, и в 1985 году издана Красная книга Киргизской ССР. В 2006 году она была переиздана как Красная книга Кыргызстана.

### Особо охраняемые природные территории
В Кыргызстане существует 88 особо охраняемых природных территорий (ООПТ) различного статуса: природные заповедники, природные парки, заказники, биосферные территории. Общая площадь ООПТ составляет 1 476 121,6 га, или 14 761,21 км² (7,38 % от площади республики).

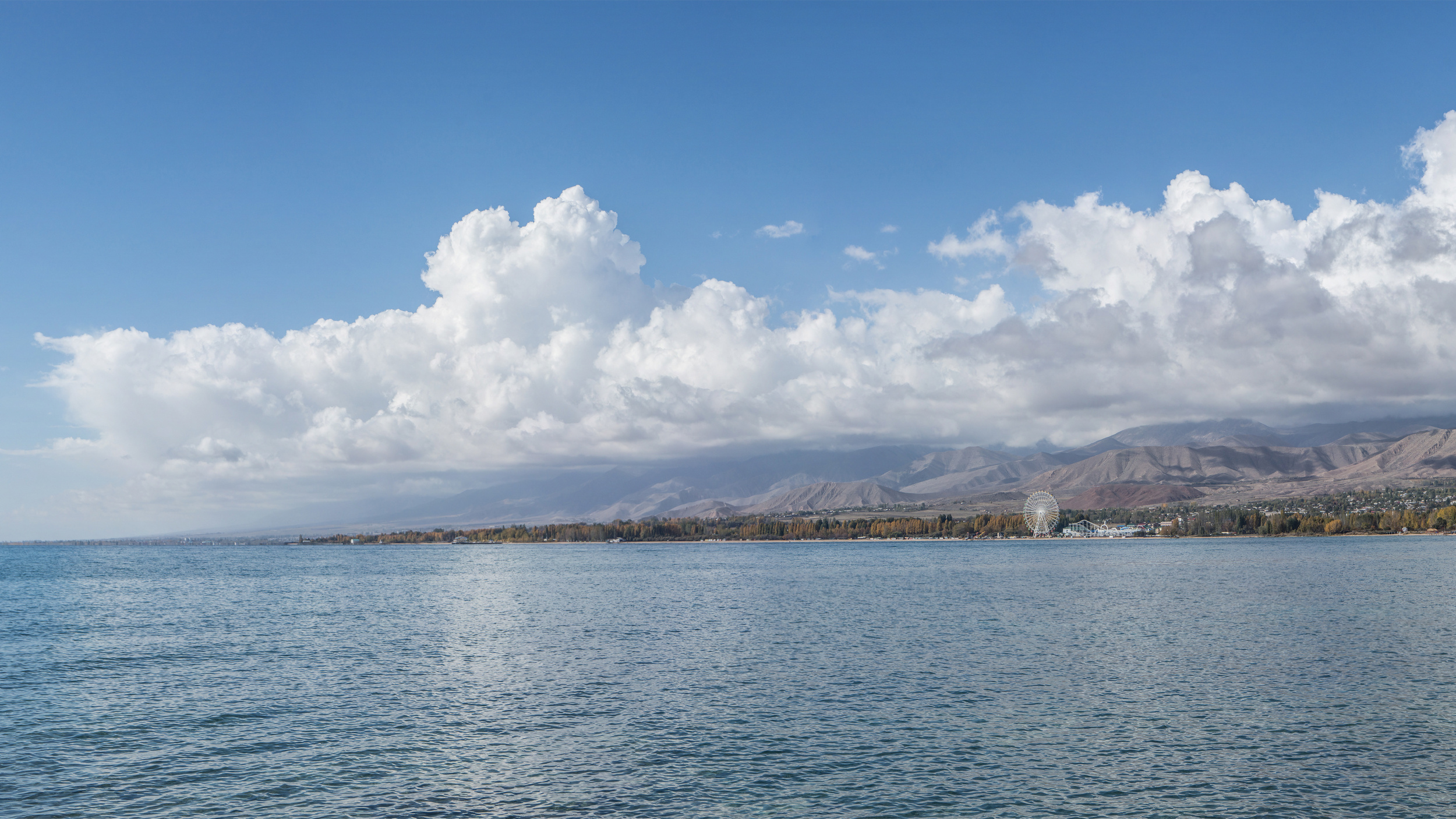
Озеро Иссык-Куль

Так, на сегодняшний день функционируют:
- 10 природных заповедников (509 952,7 га);
- 13 природных парков (724 670,2 га);
- 64 заказника (из них 8 лесных, 23 ботанических, 2 комплексных и 12 охотничьих (зоологических), 19 геологических (общая площадь которых 241 498,7 га));
- 1 биосферная территория (4 314 400 га).

| №     | Наименование                | Год образования | Площадь, га |
| ----- | --------------------------- | --------------- | ----------- |
| 1     | Иссык-Кульский              | 1948            | 18 999      |
| 2     | Сары-Челекский (биосферный) | 1959            | 23 868      |
| 3     | Беш-Аральский               | 1979            | 112 463,3   |
| 4     | Нарынский                   | 1983            | 36 969      |
| 5     | Каратал-Жапырыкский         | 1994            | 36 392,6    |
| 6     | Сарычат-Эрташский           | 1995            | 149 117,9   |
| 7     | Падыш-Атинский              | 2003            | 30 556,4    |
| 8     | Кулун-Атинский              | 2004            | 27 434      |
| 9     | Сурма-Ташский               | 2009            | 66 194,4    |
| 10    | Дашманский                  | 2012            | 7958,1      |
| Итого | Итого                       | Итого           | 509 952,7   |

| №     | Наименование | Год образования | Площадь, га |
| ----- | ------------ | --------------- | ----------- |
| 1     | Ала-Арча     | 1972            | 16 484,5    |
| 2     | Кыргыз-Ата   | 1992            | 11 172      |
| 3     | Кара-Шоро    | 1996            | 14 440,2    |
| 4     | Беш-Таш      | 1996            | 13 731,5    |
| 5     | Чонг-Кемин   | 1997            | 123 654     |
| 6     | Каракол      | 1997            | 38 095,3    |
| 7     | Салкын-Тор   | 2001            | 10 419      |
| 8     | Саймалуу-Таш | 2001            | 32 007,2    |
| 9     | Саркент      | 2009            | 39 999,4    |
| 10    | Кара-Буура   | 2013            | 61 543,9    |
| 11    | Кан-Ачуу     | 2015            | 30 496,5    |
| 12    | Алатай       | 2016            | 56 826,4    |
| 13    | Хан-Тенгри   | 2016            | 275 800,3   |
| Итого | Итого        | Итого           | 724 670,2   |

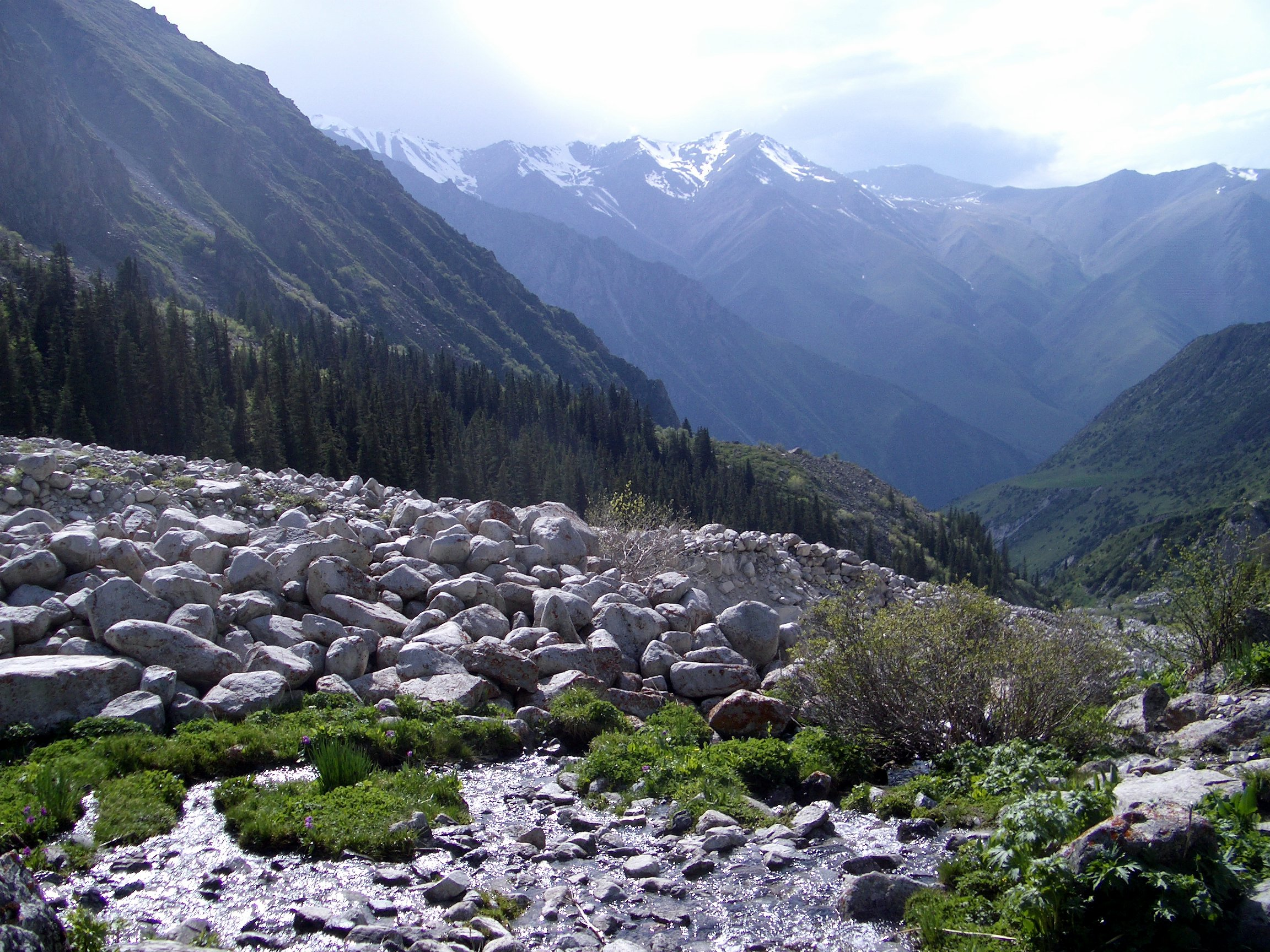
Ала-Арча

В 1998 году была образована биосферная территория «Ысык-Кёль» на площади 4 314 400 га (административная территория Иссык-Кульской области), которая по действующему законодательству приравнивается к статусу охраняемых природных территорий на национальном уровне с особым режимом охраны. С 2001 года решением ЮНЕСКО биосферная территория «Ысык-Кёль» была включена во всемирную сеть биосферных резерватов.
К заповедным территориям республики, имеющим международное значение относятся: Иссык-Кульский заповедник, который с 1976 года вместе с озером Иссык-Куль включён в Международный список водно-болотных угодий Рамсарской конвенции, как место отдыха на пролёте и зимовки водоплавающих и околоводных птиц. В данный список также включены озёра Чатыр-Кёль (2005 год) и Сон-Куль (2011 год) Каратал-Жапырыкского заповедника, являющийся местом гнездования горного гуся — вида, занесённого в международную Красную книгу МСОП, а обитающие здесь две птицы, лебедь-кликун и журавль красавка, занесены в Красную книгу Кыргызстана.
Сары-Челекский государственный биосферный заповедник в 1979 году решением программы ЮНЕСКО «Человек и биосфера» был включён в международную сеть биосферных резерватов. Здесь осуществляется мониторинг всего природного объекта и комплекса. На территории заповедника оборудован и функционирует метеопост.

### Полезные ископаемые
Минерально-сырьевую базу страны составляют месторождения благородных, цветных и редких металлов, нерудного сырья, топливно-энергетических ресурсов. Кыргызстан обладает значительным потенциалом по многим видам природного минерального сырья. На её территории выявлено несколько тысяч различных месторождений и рудопроявлений рудных и нерудных полезных ископаемых. В числе основных видов полезных ископаемых: золото, ртуть, сурьма, руды редкоземельных элементов, олово, вольфрам, уголь, нерудное сырьё.

## История

### Советский период
25 октября (7 ноября) 1917 года в Петрограде подняли вооружённое восстание красногвардейцы, солдаты петроградского гарнизона и матросы балтийского флота, тем самым свергнув Временное правительство. В тот же день начал работу II Всероссийский съезд Советов рабочих и солдатских депутатов, решением которого вся власть на местах переходит к Советам рабочих, солдатских и крестьянских депутатов.
В ноябре 1917 года сулюктинские шахтёры первыми на территории Кыргызстана провозгласили советскую власть. Затем она устанавливается в Кызыл-Кие, Таласе, в январе 1918 года в Оше. В ноябре 1917 года в Дубовом парке в Пишпеке принимается решение сделать город советским. 1 января 1918 на заседании Совета солдатских, рабочих и крестьянских депутатов в Пишпеке приняли постановление присоединиться к центральной власти Петрограда и Ташкента. Председателем Совета избирается большевик Г. И. Швец-Базарный. В мае того же года в Пржевальске установлена советская власть благодаря поддержке красногвардейского отряда из Верного, в июне в Нарыне. Таким образом, к лету 1918 года на всей территории Кыргызстана без кровопролития была установлена советская власть.
12 января 1918 на III Всероссийском съезде Советов была утверждена Декларация прав трудящегося и эксплуатируемого народа — конституционный акт, законодательно утвердивший основы нового государственного устройства России, закрепил завоевания Октябрьской революции и определил задачи советской власти. В Декларации указывается, что Советская Российская Республика учреждается на основе свободного союза свободных наций, как федерация советских национальных республик, предоставляя рабочим и крестьянам каждой нации принять самостоятельно решение на своём собственном полномочном советском съезде: желают ли они и на каких основаниях участвовать в федеральном правительстве и в остальных федеральных советских учреждениях.

Средняя Азия в 1922 году

На V Туркестанском съезде Советов 30 апреля 1918 на территории бывшего Туркестанского генерал-губернаторства провозглашается Туркестанская Советская Республика в составе РСФСР.
В 1921 году был поднят вопрос о создании в составе Туркестанской АССР Горной Киргизской области, однако этот вопрос не был решён. И в марте 1922 года киргизская интеллигенция в лице Ю. Абдрахманова, И. Арабаева, А. Сыдыкова повторно выдвинула предложение о выделении уездов с киргизским населением в Горную Киргизскую область. Но фактическое воплощение предложения терпит неудачу из-за начавшихся разногласий между различными группировками националистического и родоплеменного толка после создания Горной Киргизской области, приведших к роспуску организационного съезда намеченного на 4 июня 1922 в Пишпеке по прямому указанию Сталина, мнение которого также повлияло на принятое решение. Центральный Комитет РКП(б) в декабре 1922 года объявил незаконными все ранее принятые документы о создании Горной Киргизской области, а инициаторов созыва съезда обвинил в буржуазном национализме и контрреволюционной деятельности.
В январе 1924 года XII Всетуркестанский съезд Советов вынес решение «закончить все подготовительные работы для районирования Туркреспублики на основе экономических и естественно-исторических признаков и приступить к переустройству в соответствии с этим административного и хозяйственного управления». В мае 1924 года VIII съезд компартии Туркестана, а затем и центральный комитет (ЦК) бухарской и хорезмской компартий и Среднеазиатское бюро ЦК РКП(б) признали национальное размежевание своевременным и целесообразным. Это решение среднеазиатских парторганизаций было одобрено ЦК РКП(б) в июле 1924 года. Подготовительная работа по национальному размежеванию закончилась к сентябрю 1924 года. 16 сентября 1924 года внеочередная сессия ЦИК Туркестанской АССР приняла постановление о национально-государственном размежевании. Вторая сессия Всероссийского центрального исполнительного комитета (ВЦИК) XI созыва утвердила это постановление 14 октября 1924. Тем самым была образована Кара-Киргизская автономная область (в мае 1925 года переименована в Киргизскую автономную область) в составе РСФСР.

## Государственное устройство

### Государственный строй
Кыргызская Республика согласно конституции, принятой 27 июня 2010 года (последняя поправка принята 11 декабря 2016 года на референдуме), является суверенным, демократическим, правовым, светским, унитарным, социальным государством. В конституции не указана форма правления. В официальных источниках заявляется о парламентской форме правления, де-факто формой правления является смешанная. С 2021 года форма правления Кыргызстана официально закреплена как президентская.
Из выступления Алмазбека Атамбаева (президент Кыргызстана 2011—2017 годов) на параде, приуроченном к 25-летию независимости Кыргызстана, в 2016 году:

Во-первых, Конституция 2010 года не ввела в стране парламентскую систему правления. Эта Конституция привела нас к президентско-парламентской системе, и в ней заложены все условия для создания авторитарного режима.— А. Ш. Атамбаев

## Государственное устройство

### Государственный строй
Кыргызская Республика — в соответствии с Конституцией, принятой 27 июня 2010 года (последняя крупная поправка принята всенародным референдумом 11 апреля 2021 года) — является суверенным, демократическим, правовым, светским, унитарным и социальным государством. Система правления по Конституции — смешанная — сочетает черты президентской и парламентской республики.

#### Президент
Президент является главой государства и главнокомандующим Вооружёнными силами. Он олицетворяет единство народа и государственной власти, а также выполняет следующие основные задачи:
- ведёт внешнюю политику и кадровую политику государства;
- ведёт переговоры и подписывает международные договоры по согласованию с премьер-министром;
- подписывает ратификационные грамоты и грамоты о присоединении;
- назначает по согласованию с премьер-министром глав дипломатических представительств и постоянных представителей в международных организациях, а также отзывает их;
- принимает верительные и отзывные грамоты иностранных дипломатов;
- избирается всенародным голосованием сроком на 6 лет без права переизбрания на второй срок;
- кандидатом может быть гражданин Кыргызстана в возрасте от 35 до 70 лет, владеющий государственным языком и проживающий в стране не менее 15 лет;
- кандидат должен собрать не менее 30 тысяч подписей избирателей.

#### Список президентов Кыргызской Республики
| Президент              | Срок пребывания                  | Причина ухода                                                |
| ---------------------- | -------------------------------- | ------------------------------------------------------------ |
| Аскар Акаев            | 27 октября 1990 — 24 марта 2005  | Свергнут в ходе «Тюльпановой революции»                      |
| Курманбек Бакиев       | 25 марта 2005 — 7 апреля 2010    | Отстранён после «Киргизской революции» 2010 года             |
| Роза Отунбаева (и. о.) | 7 апреля 2010 — 1 декабря 2011   | Исполняющая обязанности президента переходного правительства |
| Алмазбек Атамбаев      | 1 декабря 2011 — 1 ноября 2017   | Завершил полномочия по конституционному сроку                |
| Сооронбай Жээнбеков    | 24 ноября 2017 — 15 октября 2020 | Подал в отставку после массовых протестов                    |
| Садыр Жапаров          | 28 января 2021 — настоящее время | Действующий президент                                        |

#### Законодательная власть
Парламент — Жогорку Кенеш — однопалатный орган из 90 депутатов, избираемых на пять лет по пропорциональной системе (порог — 7 %). VII созыв избран 28 декабря 2021 года.

#### Исполнительная власть
Правительство возглавляет премьер-министр, назначаемый президентом по предложению Жогорку Кенеша. Кабинет министров отвечает парламенту и осуществляет исполнительную политику.

#### Судебная власть
Судебная система состоит из Верховного суда (высший судебный орган) и низших судов. Конституционная палата Верховного суда осуществляет конституционный контроль.

#### Законодательная власть
Парламент республики — Жогорку Кенеш — является высшим представительным органом, осуществляющим законодательную власть и контрольные функции в пределах своих полномочий. Имеет приоритет решения и определения самых важных решений и политики государства, является однопалатным и состоит из 90 депутатов, избираемых сроком на 5 лет по пропорциональной системе. По результатам выборов, политической партии может быть предоставлено не более 65 депутатских мандатов в парламенте. В настоящее время работает VII созыв Жогорку Кенеша, избранный 28 декабря 2021 года.

#### Судебная власть
Правосудие осуществляется только судом. Судебная власть осуществляется посредством конституционного, гражданского, уголовного, административного и иных форм судопроизводства. Судебная система состоит из Верховного суда и местных судов.
Верховный суд является высшим судебным органом по гражданским, уголовным, экономическим, административным и иным делам. Осуществляет пересмотр судебных актов судов по обращениям участников судебного процесса. Акты Верховного суда являются окончательными и обжалованию не подлежат. В её составе действует Конституционная палата — орган, осуществляющий конституционный контроль.

#### Исполнительная власть
Исполнительную власть в республике осуществляют правительство, подчинённые ему министерства, государственные комитеты, административные ведомства и местные государственные администрации.
Правительство является высшим органом исполнительной власти. Оно состоит из премьер-министра (возглавляет правительство), вице-премьер-министров, министров и председателей государственных комитетов. Структура правительства включает в себя министерства и государственные комитеты. Правительство подотчётно парламенту и ответственно перед ним в пределах, предусмотренных действующей конституцией.

### Административно-территориальное устройство
Административно-территориальными единицами считаются города, районы, области, а также сельские округа — административно-территориальные единицы, состоящие из одного или нескольких сёл. Кыргызстан в административно-территориальном отношении делится на 7 областей, включая 2 города республиканского значения. Районы городов республиканского значения не являются самостоятельными административно-территориальными единицами.
В Кыргызстане 531 административно-территориальная единица, из них:
- 2 города республиканского значения (Бишкек, Ош);
- 7 областей;
- 40 районов;
- 34 город (из них 14 городов областного значения и 20 городов районного значения);
- 453 сельских округа[90][91].

| Флаг      | Название                | Административный центр | Площадь (км2) | Постоянное население (на 1.01.2019) | Постоянное население (на 1.01.2020) |
| --------- | ----------------------- | ---------------------- | ------------- | ----------------------------------- | ----------------------------------- |
|           | Бишкек                  | —                      | 160           | 1 027 200                           | 1 053 915                           |
|           | Ош                      | —                      | 182           | 299 500                             | 312 530                             |
|           | Чуйская область         | Бишкек                 | 20 200        | 941 100                             | 959 884                             |
|           | Иссык-Кульская область  | Каракол                | 43 100        | 499 800                             | 496 050                             |
|           | Таласская область       | Талас                  | 11 400        | 263 500                             | 267 360                             |
|           | Нарынская область       | Нарын                  | 45 200        | 287 000                             | 289 621                             |
|           | Джалал-Абадская область | Джалал-Абад            | 33 700        | 1 214 400                           | 1 238 750                           |
| Флага нет | Ошская область          | Ош                     | 29 200        | 1 341 900                           | 1 368 054                           |
|           | Баткенская область      | Баткен                 | 17 000        | 525 100                             | 537 365                             |

### Вооружённые силы
Вооружённые силы Кыргызской Республики — государственная военная структура, предназначенная для защиты суверенитета, территориальной целостности, конституционного строя и граждан страны, а также для выполнения международных обязательств.
Согласно Конституции, Кыргызстан придерживается принципов самообороны и оборонительной достаточности. Право на ведение войны допускается только в случае агрессии против Кыргызской Республики или её союзников. Использование Вооружённых сил за пределами страны допускается по решению Жогорку Кенеша большинством не менее двух третей голосов.
Вооружённые силы включают:
- органы военного управления;
- Сухопутные войска;
- Военно-воздушные силы и силы ПВО;
- Национальную гвардию;
- Пограничную службу[107].

В 2021 году Министерство обороны было официально восстановлено указом президента, после того как в 2014 году его функции были переданы Генеральному штабу. Целью восстановления стала модернизация управления и повышение боеспособности армии.
С тех пор военную реформу возглавляет начальник Генерального штаба генерал-майор Эрлис Тердикбаев, назначенный в 2021 году.
К 2025 году численность Вооружённых сил Кыргызстана составляет около 23 000 военнослужащих, не считая резервистов. Арсенал включает танки, бронетехнику, модернизированные системы ПВО — включая С‑125, С‑300ПС и Tor‑M2КМ, полученные от России.
Кыргызстан регулярно принимает участие в международных военных учениях, в том числе с ОДКБ, Индией (Khanjar‑XII, 2025 год), Китаем и другими странами, укрепляя сотрудничество и боевую подготовку.

## Политика

### Внутренняя политика
Согласно Economist Intelligence Unit, страна в 2018 году была классифицирована по индексу демократии как гибридный режим.

### Внешняя политика
Кыргызстан установил дипломатические отношения с 155 странами мира.
Важнейшими партнёрами Кыргызстана являются Россия, Казахстан и Китай. Также интерес к республике проявляет близкая по языку Турция, которая в 1999—2012 годах оказала Бишкеку военную помощь на общую сумму в 12,5 млн долл. США, в 2012 году списала киргизский долг в размере 50 млн долл. США.
Россия является важнейшим экономическим и политическим партнёром Кыргызстана, оказывает значительную гуманитарную и военно-техническую помощь, в России работает значительное число граждан Кыргызстана. До начала 2000-х годов присутствие Китая было минимальным, но после делимитации границы и открытия пунктов пропуска КНР резко активизировала своё проникновение в Среднюю Азию в целом и в Кыргызстан в частности. Отношения с Казахстаном — наиболее тесные среди всех сопредельных государств. После открытия таможенной границы в 2015 году вырос товарооборот.

### Политические партии и общественные организации
В Кыргызстане с 1991 года существует многопартийная система. Первой некоммунистической партией в постсоветском Кыргызстане стала созданная в 1991 году «Эркин Кыргызстан». На начало 2018 года республике зарегистрированы 229 политических партий (к началу 1994 года — 8, в 1999 году их было 18). По итогам выборов в Жогорку Кенеш 2015 года прошло 6 политических партий. Большинство партий между выборами проявляет пассивность.
Помимо политических партий, в Кыргызстане существуют иные неправительственные общественные организации. В начале 2010-х годов в республике было (по разным данным) от 10 до 16 тыс. неправительственных общественных организаций, но из них реально функционировали не более 600—700. Профсоюзы Кыргызстана объединены в Совет Федерации профсоюзов, состоящий из 20 отраслевых комитетов. Численность членов профсоюзов за постсоветский период резко сократилась, несмотря на рост населения Кыргызстана. В 1990 году в профсоюзах Кыргызстана состояло 1 604 678 человек, а в 2013 году — только 704 093 человека. То есть за 23 года число членов профсоюзов сократилось более, чем в 2 раза. Сокращение численности профсоюзов связано с сокращением численности предприятий и учреждений из-за экономического кризиса, с приватизацией и переходом части наёмных работников на индивидуальную трудовую деятельность.
При государственных органах с 2010 года действуют общественные советы.

### Международные индексы
| рейтинг                                                                                    | место/всего стран     | динамика показателей* | год  | организация, проводившая исследование |
| ------------------------------------------------------------------------------------------ | --------------------- | --------------------- | ---- | ------------------------------------- |
| Corruption Perceptions Index (Индекс восприятия коррупции)                                 | 146/180               | ▼25/100               | 2024 | Transparency International            |
| ICT Development Index (Индекс развития информационных и коммуникационных технологий)       | 109/176               | ▲4,37                 | 2017 | International Telecommunication Union |
| Doing Bisiness (Ведение бизнеса)                                                           | 70/190                | ▲68,33                | 2018 | The World Bank                        |
| Worldwide Press Freedom Index (Всемирный индекс свободы прессы)                            | 144/180               | ▼37,46                | 2025 | Reporters Without Borders             |
| Freedom on the Net (Свобода интернета в мире)                                              | частично свободный/65 | ▲38                   | 2018 | Freedom House                         |
| The Global Enabling Trade Index (Индекс вовлечённости стран мира в международную торговлю) | 113/136               | ▼3,76                 | 2016 | World Economic Forum                  |
| *по сравнению с предшествующей публикацией                                                 |                       |                       |      |                                       |

## Население

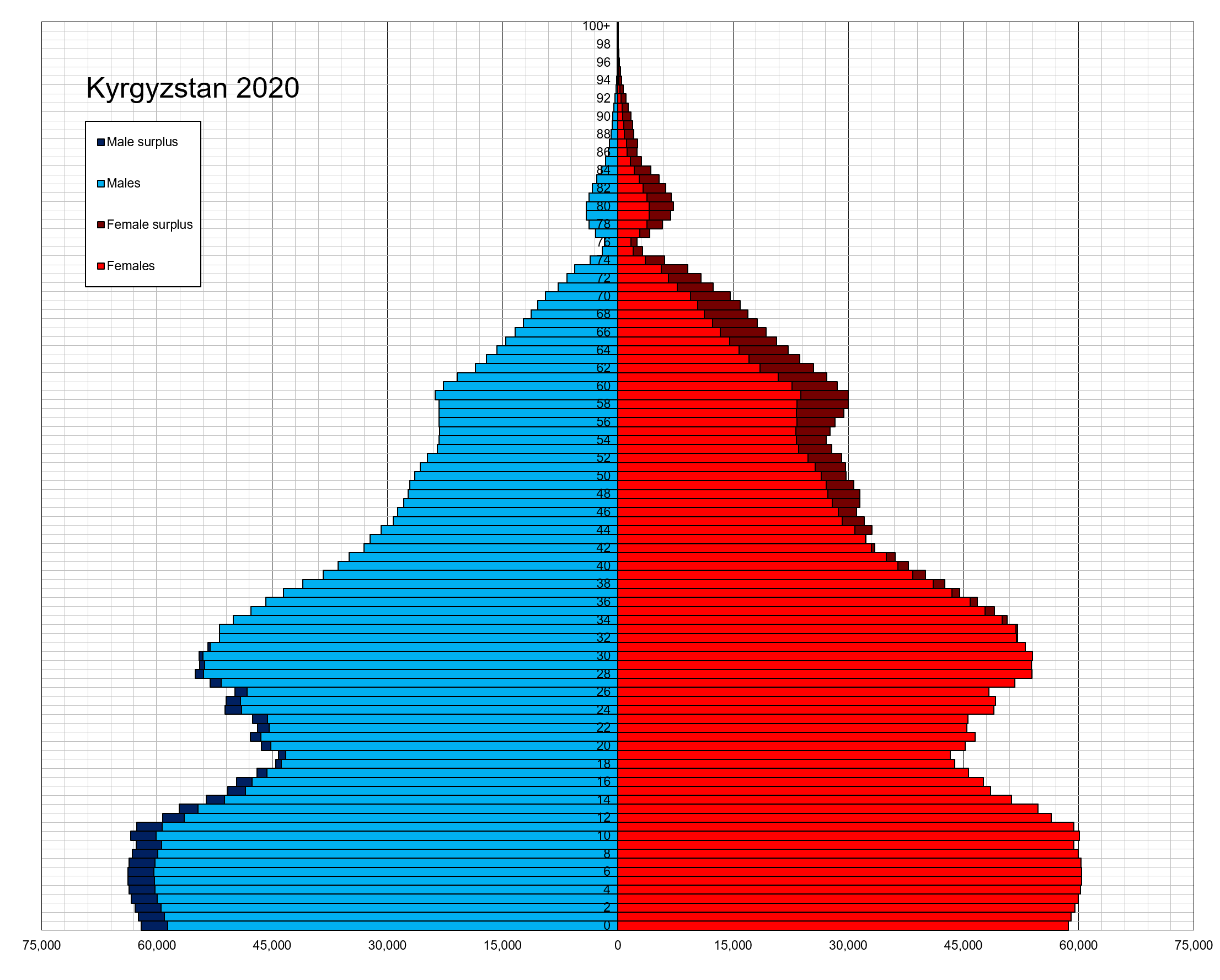
Возрастно-половая пирамида населения Кыргызстана на 2020 год

Демографическая кривая Кыргызстана

Постоянное население Кыргызстана — 7 млн 231 тыс. человек (на август 2024 года). Это значительно больше, чем проживало в стране в 1959 (2 065 000), 1970 (2 935 000), 1979 (3 523 000), 1989 (4 258 000), 1999 (4 823 000) годах. До 1960-х годов население республики быстро росло за счёт миграционного и естественного прироста; последний был особенно значительным у сельских киргизов, узбеков и других среднеазиатских народов. 25 ноября 2015 года население Кыргызстана достигло 6 млн человек.
Бо́льшая часть населения сосредоточена на юге республики — Ошской, Джалал-Абадской, Баткенской областях и городе Ош (3,4 млн жителей или 53 % населения республики), население которых проживает большей частью в киргизской части Ферганской долины. Значительная доля населения также сосредоточена в Чуйской долине (Чуйская область и город Бишкек; 1,9 млн жителей или 31 % населения республики). Самые густонаселённые области (включая население городов республиканского значения) — Ошская и Чуйская.
| Национальный состав постоянного населения | Национальный состав постоянного населения | Национальный состав постоянного населения | Национальный состав постоянного населения | Национальный состав постоянного населения |
| ----------------------------------------- | ----------------------------------------- | ----------------------------------------- | ----------------------------------------- | ----------------------------------------- |
| киргизы                                   |                                           |                                           | 77.8 %                                    |                                           |
| узбеки                                    |                                           |                                           | 14.2 %                                    |                                           |
| русские                                   |                                           |                                           | 3.8 %                                     |                                           |
| дунгане                                   |                                           |                                           | 1 %                                       |                                           |
| уйгуры                                    |                                           |                                           | 0.9 %                                     |                                           |
| таджики                                   |                                           |                                           | 0.8 %                                     |                                           |
| другие                                    |                                           |                                           | 1.5 %                                     |                                           |

Основное население страны — 4 896 182 человека составляют киргизы, проживающие на всей территории страны и преобладающие в большинстве сельских районов. На втором месте по численности находятся узбеки — 985 358 человек, сконцентрированные на юго-западе страны в приграничных с Узбекистаном районах. На третьем месте по численности находятся русские — 341 351 человек, сосредоточенные главным образом в городах и сёлах на севере республики. Численность населения других национальностей не превышает 80 тыс. человек.
Средняя продолжительность жизни населения составила 70 лет (66 лет у мужчин и 74 года у женщин).

### Языки
Сейчас государственным языком Кыргызстана является киргизский, русский язык имеет статус официального (в Кыргызстане официальный статус ниже, чем статус государственного). Согласно Конституции Киргизской Автономной Социалистической Советской Республики 1929 года, оба языка (киргизский и русский) были государственными.
Согласно переписи 2009 года, для 4,1 млн человек киргизский является родным или вторым языком, а для 2,5 млн человек родным или вторым языком является русский. Русский — самый распространённый второй язык в стране, за ним следуют киргизский, узбекский и английский.
| Название языка   | Родной язык | Второй язык | Общее количество носителей |
| ---------------- | ----------- | ----------- | -------------------------- |
| Киргизский язык  | 3 830 556   | 271 187     | 4 121 743                  |
| Русский язык     | 482 243     | 2 109 393   | 2 591 636                  |
| Узбекский язык   | 772 561     | 97 753      | 870 314                    |
| Английский язык  |             | 28 416      | 28 416                     |
| Французский язык |             | 641         | 641                        |
| Немецкий язык    | 50          | 10          | 60                         |
| Другие           | 277 433     | 31 411      |                            |

### Религия
Подавляющее большинство верующих в Кыргызстане — мусульмане-сунниты ханафитского мазхаба. Есть также христиане: православные, католики и различные протестантские течения. При этом Кыргызстан является светским государством. Власти страны наказывают представителей духовенства за исполнение религиозных обрядов, противоречащих законодательству республики. Например, в 2016 году принят закон, наказывающий в уголовном порядке (от 3 до 6 лет лишения свободы) представителей духовенства, которые участвуют в освящении брака с лицом, не достигшим брачного возраста.

## Экономика и финансы
Кыргызстан относится к категории аграрно-индустриальных стран. По уровню национальной конкурентоспособности в 2019 году занимала 96 место в мире.
Объём ВВП по ППС за 2018 год составил 167 млрд долл. США — 144-е место в мире. Темпы экономического роста, зафиксированные в 2017 году, — около 4,6 % (63-е место в мире). Доходная часть государственного бюджета за 2018 год — 1,67 млрд долл. США, расходная — 2,409 млрд долл. США, дефицит бюджета — 3,2 % от ВВП.
По итогам 2018 года номинальный объём ВВП Кыргызстана сложился на уровне около 8081,9 млн долл. США, то есть около 1280 долл. США (91,8 тыс. сомов) на душу населения. ВВП по паритету покупательской способности составляет 24 491,78 млн долл. США. ВВП на душу населения по паритету покупательской способности составляет 3979 долл. США. По итогам 2018 года, обрабатывающая промышленность производит лишь 20 % ВВП Кыргызстана. Примерно 40 % промышленного производства даёт добыча золота — одна из немногих активно развивающихся в республике отраслей. В 2018 году Кыргызстан добыл 20,43 т золота, в 2008 году вышел на 3-е место в СНГ после России и Узбекистана. 48 % работающих занято сельским хозяйством и животноводством.
В Кыргызстане, по разным оценкам, приватизировано более 70 % госпредприятий.
Контрольные пакеты холдингов энергетического сектора Кыргызстана — ОАО «Электрические станции» и АООТ «Кыргызнефтегаз», также основных монополистов в различных секторах экономики (АО «Кыргызтелеком», Киргизские железные дороги, Международный аэропорт Манас и так далее) находятся в госсобственности.
Достаточно ощутимым вливанием в экономику республики являются денежные переводы от трудовых мигрантов и киргизстанцев, получивших гражданство других стран. По разным оценкам эти вливания составляют до 800 млн долл. США в год.
3 июля 2013 года введена в эксплуатацию крупная подстанция 500 кВ «Датка» с автотрансформатором мощностью 501 МВА на юге республики. Эксим банк Китая выделил на проект кредит в сумме 208 млн долл. США сроком на 20 лет под 2 % годовых. 28 августа 2015 года введена в эксплуатацию подстанция 500 кВ «Кемин» с автотрансформатором мощностью 501 МВА и ЛЭП 500 кВ «Датка-Кемин» протяжённостью 404,82 км, которая связала южные (где находятся основные гидроэлектростанции) и северные (основное потребление) регионы страны и позволит обеспечить энергетическую безопасность республики. Эксим банк Китая выделил на проект кредит в сумме 389,8 млн долл. США сроком на 20 лет под 2 % годовых. В 2017 году завершена реконструкция Бишкекской ТЭЦ. Эксим банк Китая выделил на проект кредит в сумме 386 млн долл. США сроком на 20 лет под 2 % годовых.
Начаты работы по строительству международной железнодорожной магистрали Китай — Кыргызстан — Узбекистан, с последующим выходом в европейские страны.
На 11 апреля 2019 года, государственный внешний долг Кыргызстана составляет 3827,5 млн долл. США, а государственный внутренний долг — более 656,6 млн долл. США.

### Внешняя торговля
Внешнеторговый оборот: 6,672 млрд долл. США (2018), экспорт — 1,765 млрд долл. США (2018), импорт — 4,907 млрд долл. США (2018).
Основные покупатели экспорта (2014): Швейцария — 27,2 %, Россия — 19,2 %, Узбекистан — 14,3 %, Казахстан — 11,4 %, Франция 6,7 %. Основные поставщики импорта (2014): Россия — 36,6 %, Китай — 17,9 %, Казахстан — 9,2 %, Германия — 8,2 %.
Хотя большая часть населения Кыргызстана занята в сельском хозяйстве, закупки продовольствия за рубежом значительны: в 2010 году республика импортировала 303,9 тыс. т пшеницы, 110,9 тыс. т муки, 59,9 тыс. т сахара, 25,2 тыс. т растительных и животных масел, 50,5 тыс. т мяса. Несмотря на относительную географическую близость, торговый оборот с Индией незначителен — 27,48 млн долларов в 2009/2010 году. Гораздо большее значение во внешней торговле Бишкека играют США, товарооборот с которыми в 2014 году составил 210,7 млн долл. США. На Турцию в 2009 году пришлось 2,3 % товарооборота Кыргызстана, при этом киргизский экспорт составил 36,7 млн долл. США, а турецкий импорт — 72,8 млн долл. США.

### Туризм
Главное направление туризма для гостей страны — горный туризм.
Озеро Иссык-Куль и горы Тянь-Шань являются относительно популярными туристическими направлениями.
В начале 2000-х годов, в среднем, в Кыргызстан ежегодно приезжало около 450 тыс. туристов — в основном, из стран бывшего Советского Союза. В дальнейшем количество приезжающих в год туристов возросло и стало сопоставимым с населением Кыргызстана — в 2013 году республику посетило 3,076 млн человек, из которых подавляющее большинство составили жители стран СНГ (2921,6 тыс.). Российские туроператоры в случае Кыргызстана в основном рассматривают пляжный туризм и предлагают россиянам путёвки на озеро Иссык-Куль или к горячим источникам.

### Экология
Перед Кыргызстаном стоит немало экологических проблем, в том числе: опустынивание и потеря биоразнообразия (которые, так же как и глобальное потепление и озоновая дыра, входят в число глобальных экологических проблем, стоящих на повестке дня).

### Занятость и оплата труда
Безработными, по официальным данным (на 2007 год), в Кыргызстане являются 73,4 тыс. человек (3,5 % от экономически активного населения).
В сентябре 2011 года средняя заработная плата составила 8300 сомов (около $ 200).
Доля лиц, проживающих в Кыргызстане за чертой бедности, в 2020 году составила 19,6 %.

## Транспорт, инфраструктура, связь
Общая протяжённость автомобильных дорог в стране составляет около 34 000 км, включая 18 810 км дорог общего пользования, которые обслуживаются дорожными подразделениями Министерства транспорта и коммуникаций Кыргызской Республики, и 15 190 км дорог городов, сёл, сельскохозяйственных, промышленных и других предприятий. Протяжённость автомобильных дорог международного значения составляет 4163 км, государственного — 5678 км, местного значения — 8969 км. Дороги общего пользования с твёрдым покрытием занимают около 7228 км, в том числе 11 км — цементобетонное покрытие, 4969 км — асфальтобетонное, 2248 км — черногравийное покрытие. Гравийных дорог — 9961 км, грунтовых — 1621 км.
Общая протяжённость региональных транспортных коридоров Кыргызстана составляет 2242 км и включает 9 ключевых маршрутов:
1. Бишкек — Ош: 672 км
2. Бишкек — Кордай: 16 км
3. Бишкек — Чалдыбар (участок Кара-Балта — Чалдыбар): 88 км
4. Бишкек — Нарын — Торугарт: 539 км
5. Тараз — Талас — Суусамыр: 199 км
6. Ош — Сары-Таш — Эркеч-Там: 258 км
7. Ош — Раззаков: 362 км
8. Сары-Таш — Карамык — граница с Таджикистаном: 136 км
9. Бишкек — Каракол: 400 км

В последние годы была проведена реконструкция ключевых коридоров Ош — Бишкек и Ош — Сары-Таш — Иркештам; ведутся масштабные работы по реконструкции трассы Бишкек — Нарын — Торугарт силами корпорации «China Road», а также по направлениям Бишкек — Талас — Тараз и Ош — Баткен — Исфана. Активно продолжается строительство второй автомагистрали «Север — Юг» (Бишкек — Балыкчы — Казарман — Джалал-Абад), что значительно улучшит транспортную связанность между областями страны.
На конец 2012 года в Кыргызстане насчитывалось 949 автобусных и троллейбусных маршрутов: 51 международный, 58 межобластных, 552 внутриобластных и 288 городских.
Троллейбусное движение в Бишкеке было полностью прекращено 4 ноября 2024 года. Основными причинами стали износ инфраструктуры, снижение пассажиропотока и высокая стоимость обслуживания. После закрытия движения Европейский банк реконструкции и развития (ЕБРР) начал оценку возможностей внедрения электробусов и развития экологичного транспорта в столице.
Железнодорожная сеть состоит из нескольких изолированных участков общей протяжённостью около 370 км. Железнодорожные линии преимущественно используются для международных перевозок, внутренние перевозки развиты слабо и нуждаются в модернизации.
Воздушный транспорт представлен тремя международными аэропортами — Манас (Бишкек), Ош и Тамчы (Иссык-Куль), а также несколькими областными аэропортами и посадочными площадками, обеспечивающими связь между отдалёнными районами страны и зарубежными странами.

### Связь
С начала 2000-х годов в Кыргызстане наблюдается значительный рост использования интернета и мобильной связи. Несмотря на рост количества интернет-провайдеров, доступность сети в некоторых регионах остаётся ограниченной из-за инфраструктурных и экономических причин.
По состоянию на 2020 год, около 99 % населения Кыргызстана имело доступ к мобильной связи, из них примерно 70 % имело доступ к высокоскоростному 4G-интернету. Пользователями интернета являлись около 63 % населения в возрасте от 15 лет и старше, при этом наиболее активными пользователями остаётся молодёжь в возрасте 15-28 лет.
В начале 2000-х годов Кыргызстан получил международную поддержку для перестройки телекоммуникационной системы. В 2002 году страна имела около 7,7 телефонных линий на 100 жителей, а к 2007 году — более 1,1 млн сотовых телефонов в пользовании.
В настоящее время телекоммуникационный сектор продолжает развиваться: в него вкладываются средства, внедряются современные цифровые технологии, расширяется доступность мобильного интернета, повышается качество связи и доступность услуг для населения.

## Культура
Музыкальное искусство Кыргызстана ведёт своё начало от культуры древних среднеазиатских племён, которые к началу XVI в. сформировались в киргизскую народность. Наиболее популярным музыкальным инструментом является трёхструнный щипковый комуз; популярны двухструнный смычковый кыяк и язычковый металлический варган — темир ооз комуз — и деревянный — жыгач ооз комуз.
Киргизская литература развивалась и распространялась на протяжении многих веков, хотя, из-за кочевого образа жизни киргизского народа, она не всегда принимала письменную форму. Раньше большая часть населения не была обучена грамоте, а поэты (их называли акынами) путешествовали из одной деревни в другую, делясь с людьми своим творчеством. Некоторые произведения, например, эпос «Манас», передавались устно из поколения в поколение определёнными людьми, которые назывались манасчи.
Во времена Советского Союза школьное образование стало более доступным и, начиная с XX века в Кыргызстане появилось множество писателей, поэтов и лингвистов, чьи работы стали известными на весь мир. Одним из известнейших киргизских писателей был Чингиз Айтматов.
Днём рождения киргизского кино считается 17 ноября 1941 года, когда был подписан указ о создании «Фрунзенской студии кинохроники», позже переименованной в студию «Киргизфильм» Первый киргизский цветной фильм был снят в 1955 году и назывался «Салтанат».

### Театры, филармонии, кинотеатры
Театр имени Бабура в городе Ош (основан в 1914 году) является старейшим театром в Центральной Азии, после Узбекского национального академического драматического театра в Ташкенте.
Уже в 1920 году в Пишпекском уезде функционировали три любительских театра и цирк.
К 1939 году в республике уже была создана целая театральная сеть — Киргизская филармония и 16 театров (8 киргизских, 4 русских, 2 русско-киргизских, 2 узбекских).
- Ошский музыкально-драматический театр имени Бабура — самый старейший профессиональный театр Кыргызстана, второй старейший театр в Центральной Азии
- Киргизская государственная филармония имени Токтогула Сатылганова (см. Токтогул Сатылганов)

### Образование
Основой для современного образования в Кыргызстане является советская система.
Во времена Советского Союза школьное образование, которое раньше было лишь частью религиозного образования, стало более доступным. После обретения независимости были проведены реформы в сфере образования. Школьное образование рассчитано на 11 лет, из которых 9 обязательны. Начальная школа — с 1 по 4 классы, обучаются дети с 6—7 до 11 лет. Существуют также подготовительные нулевые классы.
1. В начальной школе детей обучают базовым знаниям, такими как умение писать, читать; начинается изучение языков, преподавание арифметики, уроки краеведения, труда, этики и физкультуры.
2. Средние классы — с 5 по 9, дети с 12 до 16 лет. В средних классах начинают изучение научных предметов, математика, информационные технологии, углублённое изучение иностранных языков и другие.
3. Старшие классы — 10—11. Несмотря на то, что 10—11 классы являются не обязательными, более 80 % школьников обучаются в старших классах. Здесь ученики продолжают изучать те же предметы, что и в средних классах, начинается военное дело, а также подготовка к поступлению в ВУЗы.

По окончании 11-го класса, школьники сдают выпускные экзамены и Общереспубликанское тестирование (ОРТ), по результатам которого идёт набор в университеты.
В начале 1990-х годов начали создаваться школы-гимназии с углублённым изучением отдельных предметов и специальностей.
Количество общеобразовательных государственных школ на 2000 год составило 1975 школ, на 2015 год — их уже более 2000.
В крупных городах открываются частные элитные школы. В то же время заметное число детей 7—17 лет не учится — в 2013 году таких было в республике, по официальным данным, 2901 человек, из которых 1021 человек работало.
На 1990 год в республике было только 9 высших учебных заведений, где учились 58,8 тыс. студентов. За период независимости число вузов резко возросло и к началу 2010-х годов достигло 52, из которых 36 являлись государственными. Число студентов также увеличилось и в начале 2010-х годов составило около 220 тыс..
В республике функционируют международные вузы: Киргизско-российский славянский университет, «Манас» и «Алатоо», Американский университет в Центральной Азии.

### СМИ
На 2010 год в республике действовали 35 радиостанций, 10 каналов эфирного и кабельного вещания, одно государственное[какое?] и 3 крупных частных информационных агентства, выходили 250 печатных изданий.
Телевидение в Кыргызстане стало внедряться в 1958—1959 годах, когда были осуществлены передачи Фрунзенской студии телевидения.
Сейчас на территории страны действуют пять государственных каналов.
В 1992 году возникла первая частная телерадиокомпания «Пирамида».
В 2010 году государственная телерадиокомпания была преобразована в общественное телерадиовещание.

### Праздники
| Дата                 | Название на русском языке          | Название на кыргызском языке             |
| -------------------- | ---------------------------------- | ---------------------------------------- |
| 1 января             | Новый год                          | Жаңы жыл                                 |
| 7 января             | Рождество Христово                 | Иса пайгамбардын туулган күнү            |
| 8 марта              | Международный женский день         | Эл аралык аялдар күнү                    |
| 21 марта             | Новруз                             | Нооруз                                   |
| 7 апреля             | День народной Апрельской революции | Элдик Апрель революциясы күнү            |
| 1 мая                | Праздник труда                     | Эмгек майрамы                            |
| 5 мая                | День Конституции                   | Конституция күнү                         |
| 9 мая                | День Победы                        | Жеңиш күнү                               |
| 31 августа           | День независимости                 | Эгемендүүлүк күнү                        |
| По лунному календарю | Орозо айт (Ураза-байрам)           | Орозо айт                                |
| По лунному календарю | Курман айт (Курбан-байрам)         | Курман айт                               |
| 7–8 ноября           | День истории и памяти предков      | Тарых жана ата-бабаларды эскерүү күндөрү |

## Здравоохранение
Национальная система здравоохранения в полной мере испытала на себе последствия распада СССР.
В среднем один врач приходится на 450 человек населения, одна больничная койка — на 230 человек.
Государственные ассигнования на здравоохранение в 2017 году составили около 6,2 % от ВВП. Ожидаемая средняя продолжительность жизни по расчётам 2020 года достигает 71,8 года.
Кыргызстан реализует стратегии ВОЗ с целью достижения всеобщего охвата услугами здравоохранения и укрепления системы здравоохранения; повышение потенциала службы общественного здравоохранения; решение вопросов безопасности здоровья; и усиление борьбы с инфекционными и неинфекционными заболеваниями.
Кыргызстан относится к странам с высоким уровнем инфекционной заболеваемости. Ситуация с распространением ВИЧ-инфекции относительно благополучна.

## Проблемы внутренней безопасности
Преступность
В 2011 году в стране были осуждены 9199 человек, из которых трудоспособные лица без определённых занятий составляли 79,1 %. Подавляющее большинство было осуждено за кражи (1713 человек), незаконный оборот наркотиков (1248 человек) и за хулиганство (766 человек). Как и в целом по СНГ, подавляющее большинство осуждённых составляют мужчины (89,5 % в 2011 году). В 2017 году в стране было зарегистрировано 27 706 преступлений, осуждены 7172 человек. Таким образом, наблюдается уменьшение количества осуждённых лиц по сравнению с 2011 годом.